# La prima notte di quiete
(Spider)
La prima notte di quiete è un film del 1972 diretto da Valerio Zurlini.

## Trama

Adalberto Maria Merli in una scena del film

Daniele Dominici è il nuovo supplente di un liceo classico di Rimini. Durante la sua prima lezione assegna ai ragazzi due tracce a scelta per un tema da svolgere in classe: una di argomento libero, la seconda di argomento letterario. Una sola alunna, Vanina Abati, preferisce il secondo tema destando la curiosità e l'interesse dell'insegnante, che comincia a corteggiarla, le regala il libro di Stendhal Vanina Vanini e cerca di entrare nella sua vita.
Daniele comincia a frequentare un giro di "vitelloni" di provincia, con i quali trascorre vuote nottate tra droghe, alcool e gioco d'azzardo. Della compagnia fanno parte Gerardo Pavani, un piccolo boss locale al quale Vanina è legata da una torbida relazione, e il giovane medico Giorgio Mosca, detto Spider, che dietro un'apparenza cinica e superficiale nasconde un animo sensibile e una grande cultura.
All'uscita da scuola, Daniele invita Vanina ad andare con lui a Monterchi: nell'illustrarle la Madonna del Parto di Piero della Francesca, il professore si trasfigura animandosi di entusiasmo. Anche Vanina sembra rompere quella patina di malinconia e di indifferenza in cui è solitamente immersa. Sulla via del ritorno, a notte fatta, si baciano con passione: l'incontro è rotto bruscamente quando Vanina vede in distanza l'auto del fidanzato e si allontana in fretta e furia.
In una delle serate passate in gruppo si festeggia il compleanno di Spider. In discoteca, le coppie ballano annoiate e distratte; Daniele invita Vanina a ballare, ma lei rifiuta. La compagnia finisce a casa di Gerardo, dove qualcuno decide di scaldare l'ambiente proiettando un filmino amatoriale, con Vanina dapprima in immagini innocenti in gita a Venezia, poi nuda, distesa su un letto in una stanza d'albergo. Vanina, sconvolta e risentita, blocca il proiettore e la compagnia, nell'imbarazzo generale, rapidamente si scioglie. Dal giorno dopo Vanina non si ripresenterà più a scuola.
Sempre più attirato dalla ragazza e dal suo mistero, Daniele va a casa della madre, una donna crudele e molto ambigua che, dopo averlo invitato a non interessarsi a sua figlia e a non cercarla più, lo congeda minacciandolo. Tornato a casa, subisce una scenata di gelosia da Monica, la donna con cui convive e che viene ritenuta sua moglie e che per lui aveva abbandonato dieci anni prima suo marito.
Spider cerca intanto di sondare il passato di Dominici, oscuro e apparentemente senza radici. Ritrova una vecchia raccolta di poesie firmate da lui e dedicate a un suo amore adolescenziale, finito con il suicidio della ragazza. Nel chiedere a Daniele il perché del titolo di quella raccolta, La prima notte di quiete (una frase di Goethe), si sente rispondere che la prima notte di quiete è la morte, perché finalmente si dorme senza sogni.
Dopo qualche tempo, Vanina si rifà viva e Daniele si incontra con lei in una casa vuota sulla spiaggia che l'amico Marcello mette a loro disposizione. Dopo un'intensa notte d'amore, i due vengono sorpresi da Gerardo che, aggredito da Daniele, si vendica svelandogli i trascorsi di Vanina: vittima di una madre sfruttatrice e di amorali "clienti" che pagavano profumatamente per ottenere i favori e il silenzio di una minorenne, Vanina è stata l'amante di tutti gli uomini della compagnia, e anche di qualcuna delle donne. Nonostante questa rivelazione, Daniele è determinato a fuggire con lei. L'accompagna alla stazione e promette di raggiungerla qualche ora dopo in macchina. Intanto si dirige verso casa, dove ha un'ultima animata discussione con Monica, annunciandole la fine della loro relazione.
All'uscita dal solito bar Daniele viene aggredito e picchiato dal convivente della madre di Vanina, che arriva e fugge alla guida della Lamborghini Miura rossa di Gerardo. Soccorso e rifocillato da Spider e da Marcello, decide di mettersi in viaggio per recarsi da Vanina, prova a chiamare molte volte Monica e decide di tornare indietro temendo di aver provocato il suicidio della donna che non risponde al telefono.
In una corsa disperata nella nebbia, l'impatto con un camion mette fine alla sua vita. Al funerale, assieme alla madre e a uno sparuto gruppo di anziani elegantemente vestiti, una sola figura conosciuta: è Spider, che ha scoperto che Daniele, ultimo discendente di una nobile famiglia, è il figlio del famoso comandante Dominici, eroe di guerra morto in combattimento a El Alamein.

## Produzione

### Lavorazione
Le scene sono state girate ad Ancona, nella Pieve di Ponte Messa (Pennabilli) in Valmarecchia, Rimini, Riccione, Misano Adriatico, Cattolica ed in altri luoghi della Riviera romagnola. Il film è stato restaurato nel 2019 da Pathé e Titanus.
La lavorazione fu molto difficile perché tra il regista e il protagonista Alain Delon non ci fu molta sintonia, a tal punto che a metà della lavorazione Zurlini dava indicazioni a Delon solo tramite il suo aiuto regista. Giannini ha raccontato in diverse occasioni che alla fine delle riprese il regista salutò l'attore dicendogli "Spero che la tua sia stata una buona interpretazione" e l'attore francese replicò "Spero tu abbia fatto un buon film". Nonostante questo l'attore francese amò molto il personaggio e per tutto il film indossò il cappotto cammello e il maglione verde che erano gli abiti personali di Zurlini.

### Casting
La protagonista femminile Sonia Petrova fu segnalata al regista da Giancarlo Giannini, che l'aveva notata a Londra, dove lei era ballerina classica.

## Riconoscimenti
- 1973 - Nastro d'argento
  - Migliore attrice protagonista a Lea Massari